# Daïra de Taghit
La daïra de Taghit est une daïra d'Algérie située dans la wilaya de Béchar et dont le chef-lieu est la ville éponyme de Taghit.

## Communes de la daïra
La daïra de Taghit ne comprend qu'une seule commune : Taghit.
La population totale de la daïra est de 6 505 habitants pour une superficie de 8 040 km2.